# 外科病棟女医の事件ファイル
『外科病棟女医の事件ファイル』（げかびょうとうじょいのじけんファイル）は、1991年7月11日から9月19日まで毎週木曜日21:00 - 21:54に、テレビ朝日系の「木曜ドラマ」枠で放送された日本のテレビドラマ。
『法医学教室の事件ファイル』の姉妹編的作品であった。
主人公及び準主人公がわずか3話でスピード交代するという連続ドラマ史上異例の事態が起きた。

## 登場人物
鮎川朝子（あゆかわ あさこ）
演 - 古手川祐子
外科担当の警察医。第3話ではアメリカ研修に行った。
武藤一作（むとう いっさく）
演 - 時任三郎（友情出演）
検視官。突如の降板により第3話では科警研に引き抜かれた形に変更された。
相沢環（あいざわ たまき）
演 - 中原理恵
外科担当の警察医。第3話から登場。
木暮京介（こぐれ きょうすけ）
演 - 草刈正雄
検視官。同じく第3話から登場。
小町谷菜々（こまちや なな）
演 - 山瀬まみ
手術室付き看護師。
新条星也（しんじょう せいや）
演 - 清水宏次朗
外科医。
里見五月（さとみ さつき）
演 - 仁藤優子
婦警。
小池ミナ子（こいけ ミナこ）
演 - 久我陽子
看護師。
小沢四十郎（おざわ しじゅうろう）
演 - 北原弘一
事務長。
吉山もと江（よしやま もとえ）
演 - 和泉ちぬ
婦長。
二木町子（ふたき まちこ）
演 - 木原三貴
看護師。
東ちよ子（あずま ちよこ）
演 - 星野真由子
看護師。
田沼品子（たぬま しなこ）
演 - しのざき美知
看護師。
清水三千代（しみず みちよ）
演 - 筒井由美子
小児科担当の看護師。
時田律子（ときた りつこ）
演 - 野見山夏子
看護師。
山田直美（やまだ なおみ）
演 - 久我美智子
検査技師。
花田由紀子（はなだ ゆきこ）
演 - 黒田優子
看護師。
浅井牧子（あさい まきこ）
演 - 松永小巻
看護師。
中山知佳（なかやま ちか）
演 - 加塩二美
看護師。
志村晶子（しむら あきこ）
演 - 黒田福美
小児科医。
東矢桂吾（とうや けいご）
演 - 東尾修
第二外科部長。
大門潔（だいもん きよし）
演 - 市原悦子（特別出演）
第三外科部長。
西山（にしやま）
演 - 志賀圭二郎
刑事。
石田（いしだ）
演 - テツ定岡
刑事。
坊城兵衛（ぼうじょうべえ）
演 - 加藤武
県警捜査一課課長。
木暮香織（こぐれ かおり）
演 - 大野紋香
京介の娘。

### ゲスト
第1話「美人モデル殺し! 死体の復讐 産婦人科医が一家心中!?」
- 岡田明子 - 岩本千春
- 伏見乙彦 - 森次晃嗣
- 河本アキ - ロミ・山田
- 岡田義郎 - 須永慶
- 岡田和枝 - 唐木ちえみ
- ひとみ - 矢島亜由美
- 水島リエ - 五十嵐麻子

第2話「魔性の女の完全犯罪! 死体の罠」
- 京極暁子 - 浅利香津代
- 門田三郎 - 新井量大
- 水口八重 - 恩田恵美子
- 岩本清見 - 高尾由美
- 大谷 - 真鍋敏
- 佐山 - 新井敏也
- 木田 - 久保晴輝

第3話「通勤電車殺人事件! 痴漢を愛した女…」
- 高岡典子 - 沢口靖子
- 高岡由美子 - 三浦リカ
- 指田 - 岸端浩也
- 原善彦 - 沼崎悠

第4話「幽霊殺人! 襲われた白衣の天使」
- 島崎仁 - 角田英介
- 矢島早苗 - 石井富子
- 田村久美子 - 小川美那子
- 太田真由美 - 野呂瀬初美
- 井原潤子 - 世良ケイト
- 藤川大介 - 青島健介
- 丸山 - 神田正夫
- 岡崎 - 滝川昌良

第5話「整形複顔の美女! 疑惑の二人妻」
- 白峰孝明 - 大出俊
- 村崎久子 - 友竹見枝
- 村崎国夫 - 越村公一
- 白峰瞭子 - 沢井伽名子
- ヨーコ - 沢ちかこ

第6話「美人OLレイプ殺人!」
- 太田耕一 - 高嶋政伸
- 吉村由紀子 - 若山幸子
- 岡沢和樹 - 四禮正明
- 北川毅 - 小沢一義

第7話「若妻殺し! 産婦人科医の秘密…」
- 大塚宏 - 山口良一
- 前川靖雄 - 佐渡稔
- 山崎聡 - 坂西良太
- 吉野郁美 - 矢沢美紀
- 山崎和子 - 小西三喜世

第8話「ソープランド嬢密室殺人! 覗かれた完全犯罪」
- 石川節二 - ハナ肇
- マリア・ラモレス - 田中忍
- 石川朋子 - 小沢寿美恵
- 石川勇介 - 草野康太
- メリンダ・サモンテ - ケーシー・アルカンファラ

第9話「みちのく同窓会ツアー殺人! 襲われた不倫妻」
- 大澄康江 - 速水典子
- 島崎聖子 - 沢田和美
- 根本公雄 - 山口仁
- 飯田久美子 - 監物房子
- 根本美幸 - 池谷美香
- 三宅刑事 - 渡洋史
- 間宮刑事 - 田辺年秋
- 北川 - 望月太郎
- 児玉研司 - 出光元

第10話「顔のない女! 美容整形殺人の妖しい罠…」
- 湯川涼子 - 市川翔子
- 八坂千代 - 長谷川稀世
- 谷川進 - 重田尚彦
- 水島由里 - 望月知子
- 湯川 - 麻生勍司

最終話「花嫁殺し! 死体なき完全犯罪」
- 難波武昭 - 五代高之
- 中田陽子 - 森恵
- 水野春江 - 伊藤幸子
- 奥沢医師 - 藤原常吉

## スタッフ
- 脚本 - 長坂秀佳、金子裕、江頭美智留、ちゃき克彰、佐治乾、麻生かさね、原敦子
- 音楽 - 安藤高弘
- 演出 - 一倉治雄、山口和彦、池田賢一、田中秀夫、南晃行、金澤克次
- 主題歌 - 時任三郎「RIVER」
- プロデューサー - 佐藤敦、小橋孝裕、両沢和幸、五十嵐文郎
- プロデューサー補 - 井波達也、龍居由佳里
- 製作 - テレビ朝日、にっかつ撮影所

## 放送日程
| 話数   | 放送日  | サブタイトル                                      | 脚本              | 演出     |
| ------ | ------- | ------------------------------------------------- | ----------------- | -------- |
| 第1話  | 7月11日 | 美人モデル殺し! 死体の復讐 産婦人科医が一家心中!? | 長坂秀佳          | 一倉治雄 |
| 第2話  | 7月18日 | 魔性の女の完全犯罪! 死体の罠                      | 長坂秀佳          | 山口和彦 |
| 第3話  | 7月25日 | 通勤電車殺人事件! 痴漢を愛した女…                 | 金子裕            | 池田賢一 |
| 第4話  | 8月01日 | 幽霊殺人! 襲われた白衣の天使                      | 江頭美智留        | 池田賢一 |
| 第5話  | 8月08日 | 整形複顔の美女! 疑惑の二人妻                      | 長坂秀佳          | 山口和彦 |
| 第6話  | 8月22日 | 美人OLレイプ殺人!                                 | ちゃき克彰        | 山口和彦 |
| 第7話  | 8月29日 | 若妻殺し! 産婦人科医の秘密…                       | ちゃき克彰        | 田中秀夫 |
| 第8話  | 9月05日 | ソープランド嬢密室殺人! 覗かれた完全犯罪          | 金子裕            | 田中秀夫 |
| 第9話  | 9月12日 | みちのく同窓会ツアー殺人! 襲われた不倫妻          | 佐治乾 麻生かさね | 南晃行   |
| 第10話 | 9月19日 | 顔のない女! 美容整形殺人の妖しい罠…               | 原教子            | 金澤克次 |
| 最終話 | 9月26日 | 花嫁殺し! 死体なき完全犯罪                        | 金子裕            | 金澤克次 |